# Canace aldrichi
Canace aldrichi is een vliegensoort uit de familie van de Canacidae. De wetenschappelijke naam van de soort is voor het eerst geldig gepubliceerd in 1936 door Cresson.